# (48798) Penghuanwu
(48798) Penghuanwu est un astéroïde de la ceinture principale.

## Description
(48798) Penghuanwu est un astéroïde de la ceinture principale. Il fut découvert le 6 octobre 1997 à l'observatoire de Xinglong par le programme Beijing Schmidt CCD Asteroid Program. Il présente une orbite caractérisée par un demi-grand axe de 2,76 UA, une excentricité de 0,13 et une inclinaison de 8,4° par rapport à l'écliptique.

## Compléments